# Winfried Brumma

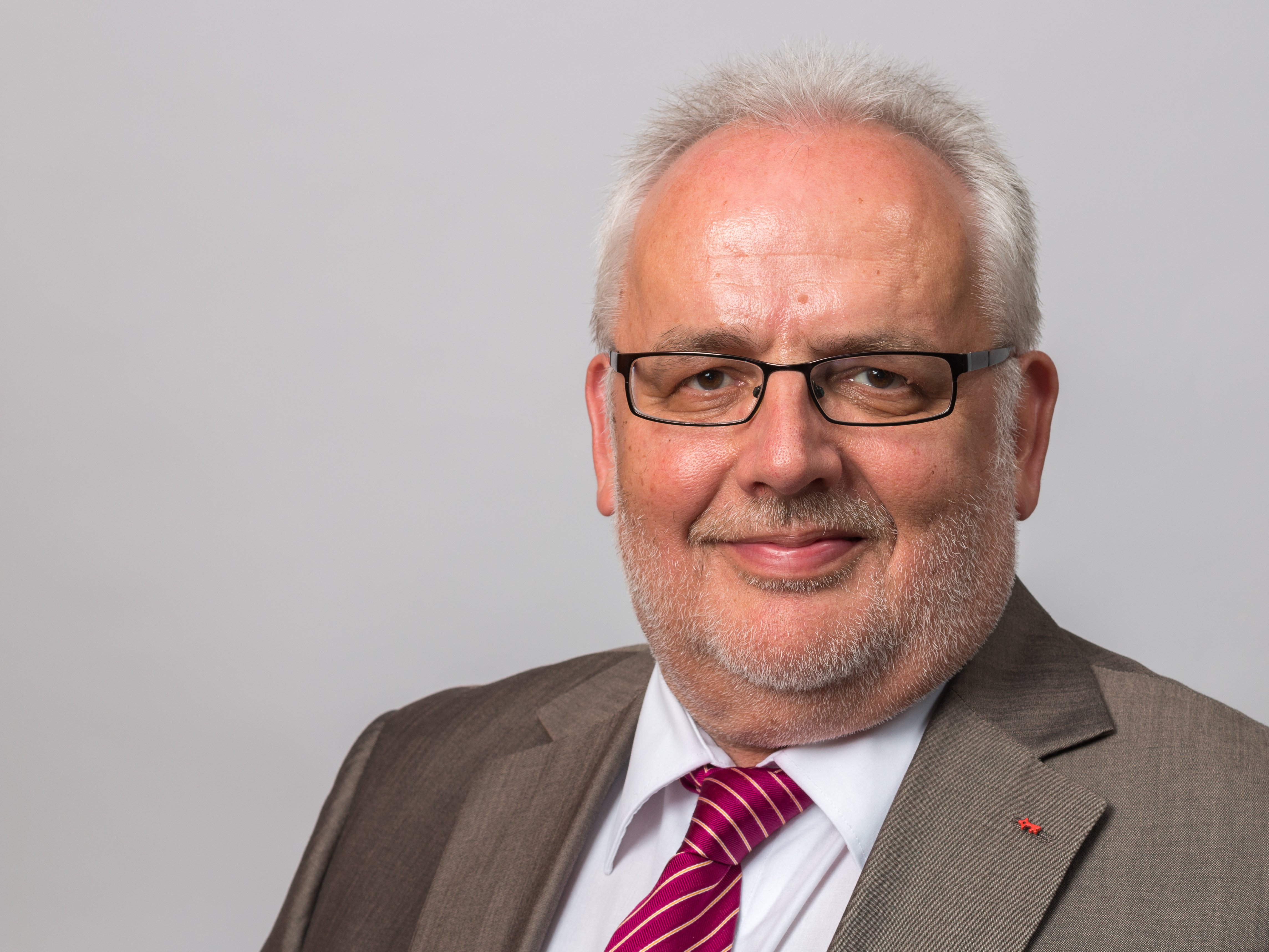
Winfried Brumma (2014)

Winfried Brumma (* 10. Oktober 1952 in Herbolzheim) ist ein bremischer Politiker (SPD) und war Abgeordneter der Bremischen Bürgerschaft.

## Biografie

### Ausbildung und Beruf
Brumma absolvierte die Höhere Handelsschule in Emmendingen und schloss sie mit dem Fachabitur ab. anschließend besuchte Brumma die Fachhochschule für Wirtschaft in Pforzheim mit dem Schwerpunkt Marketing und schloss diese als Diplom-Betriebswirt 1979 ab. Er studierte 1979 bis 1983 auf das Lehramt Sekundarstufe II an berufsbildenden Schulen an der Universität Bremen.
1984 bis 1985 leistete er sein Referendariat in Bremen. 1985 bis 1986 war er Lehrer für Auszubildende zum Beruf des Holzmechanikers. Seit 1986 Berufsschullehrer an der Berufsschule für Groß-, Außenhandel und Verkehr. Seit 1987 ist er auch Mitglied in den Prüfungsausschüssen Kaufmann/-frau für Bürokommunikation und Werbekaufleute bei der Handelskammer Bremen.
Er ist verheiratet, hat zwei Kinder und wohnhaft in Bremen-Obervieland.

### Politik
Brumma war von 1982 bis 1985 Mitglied im Landesvorstand der Bremer Jungsozialisten. Er war von 1986 bis 1996 Vorsitzender des Auswärtigen Ausschusses beim Landesvorstand der SPD. Seit 1998 ist er Vorsitzender des SPD-Ortsvereins Kattenturm-Kattenesch. Von 2000 bis 2006 und 2008 bis 2010 gehörte er dem SPD-Landesvorstand Bremen an. Seit 2008 ist er Mitglied im SPD-Bundesausschuss Arbeitsgemeinschaft Sozialdemokraten im Gesundheitswesen (ASG). 
Brumma war 16 Jahre lang von 1999 bis 2015 Mitglied der Bremischen Bürgerschaft. Er war Gesundheitspolitischer Sprecher der SPD-Fraktion.

Er war vertreten im
Haushalts- und Finanzausschuss (Land und Stadt),
Rechnungsprüfungsausschuss (Land und Stadt) und in den
Betriebsausschüssen Musikschule Bremen, Stadtbibliothek Bremen und Bremer Volkshochschule sowie in der
staatlichen Deputation für Kultur und der
staatlichen und städtischen Deputation für Gesundheit.

### Weitere Ämter
- Brumma ist seit 2000 Mitbegründer und Mitglied im Bremer Institut für Handel und Verkehr.
- Er war Aufsichtsratsmitglied bei der Bremer Arbeit GmbH und bei der Gesundheit Nord (Geno), Klinikverbund Bremen.
- Er war zwischen 2008 und 2011 Mitglied im Präsidium der AWO-Bremen. * Er ist seit 2009 Vorstandsmitglied bei Aktive Menschen Bremen (AMEB).